# Ten Thousand Fists
Ten Thousand Fists er det tredje album fra heavy metal-bandet Disturbed, udgivet 20. december 2005, tre år og tre dage efter deres forrige album Believe. Det blev deres andet album der strøg direkte ind på førstepladsen på Billboard 200-hitlisten. Albummet blev tildelt platin 6. januar 2006.

## Numre
1. "Ten Thousand Fists" – 3:33
2. "Just Stop" – 3:46
3. "Guarded" – 3:22
4. "Deify" – 4:18
5. "Stricken" – 4:07
6. "I'm Alive" – 4:42
7. "Sons of Plunder" – 3:50
8. "Overburdened" – 5:59
9. "Decadence" – 3:27
10. "Forgiven" – 4:15
11. "Land of Confusion" – 4:50
12. "Sacred Lie" – 3:08
13. "Pain Redefined" – 4:06
14. "Avarice" – 2:56

## Singler
- "Guarded"
- "Stricken"
- "Just Stop"
- "Land of Confusion" – En coversang af Genesis' (1986). Musikvideoen er en tegnefilm og animeret af Todd McFarlane